# Cytisus villosus
Cytisus villosus és una espècie d'arbust dins la família de les fabàcies.

## Descripció
Fa d'1 a 2 m d'alt, és erecte i no té espines. Les branques joves són pentagonals. Les fulles tenen l'anvers glabre i el revers pubescent, trifoliades. Flors en peduncles pilosos de 5-10 mm de longitud, la corol·la és groga, l'estendard de 15-18 mm, glabre, amb ratlles brunes; beina de 2-4 cm de llargada i 4-6 mm d'amplada. Floreix des de finals d'hivern, a la primavera i de vegades fins i tot a l'estiu.

## Hàbitat
Boscos, matolls, prefereix els sòls àcids, en alzinars, sureres i rouredes de fulla petita generalment en lloc ombrívols o humits i des del nivell del mar fins als 1000 m.

## Distribució
Conca del Mediterrani, incloent els Països Catalans i Andalusia occidental i el nord d'Àfrica.

## Sinònims
- Cytisus barcinonensis Sennen in Bol. Soc. Ibér. Ci. Nat. 26: 87-88 (1927)
- Cytisus mollis Willd., Enum. Pl. Horti Berol. Suppl. 51 (1814)
- Lembotropis triflora C.Presl in Abh. Königl. Böhm. Ges. Wiss. ser. 5 3: 568 (1845)
- Genista triflora Rouy in Rouy i Foucaud, Fl. France 4: 208 (1897)
- Cytisus triflorus var. glabrescens C.Vicioso in Anales Jard. Bot. Madrid 6: 45 (1946)
- Cytisus triflorus L'Hér., Stirp. Nov. 184 (1791), nom. illeg., non Lam.
- Spartocytisus triflorus Webb in Webb & Berthel., Phytogr. Can. 2: 45 (1842)
- Cytisus nigricans L. (1771), non L.[4]

## Galeria

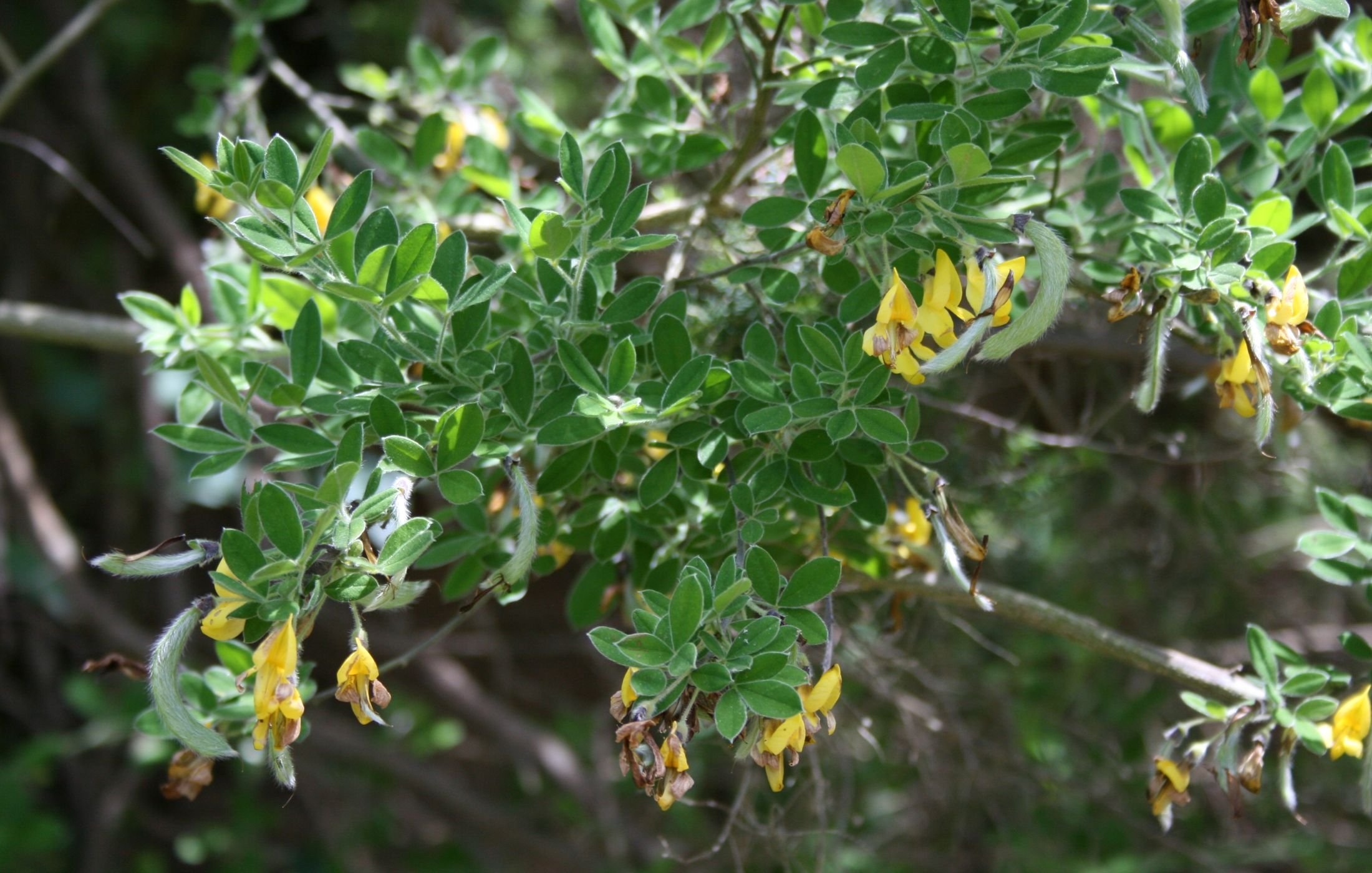
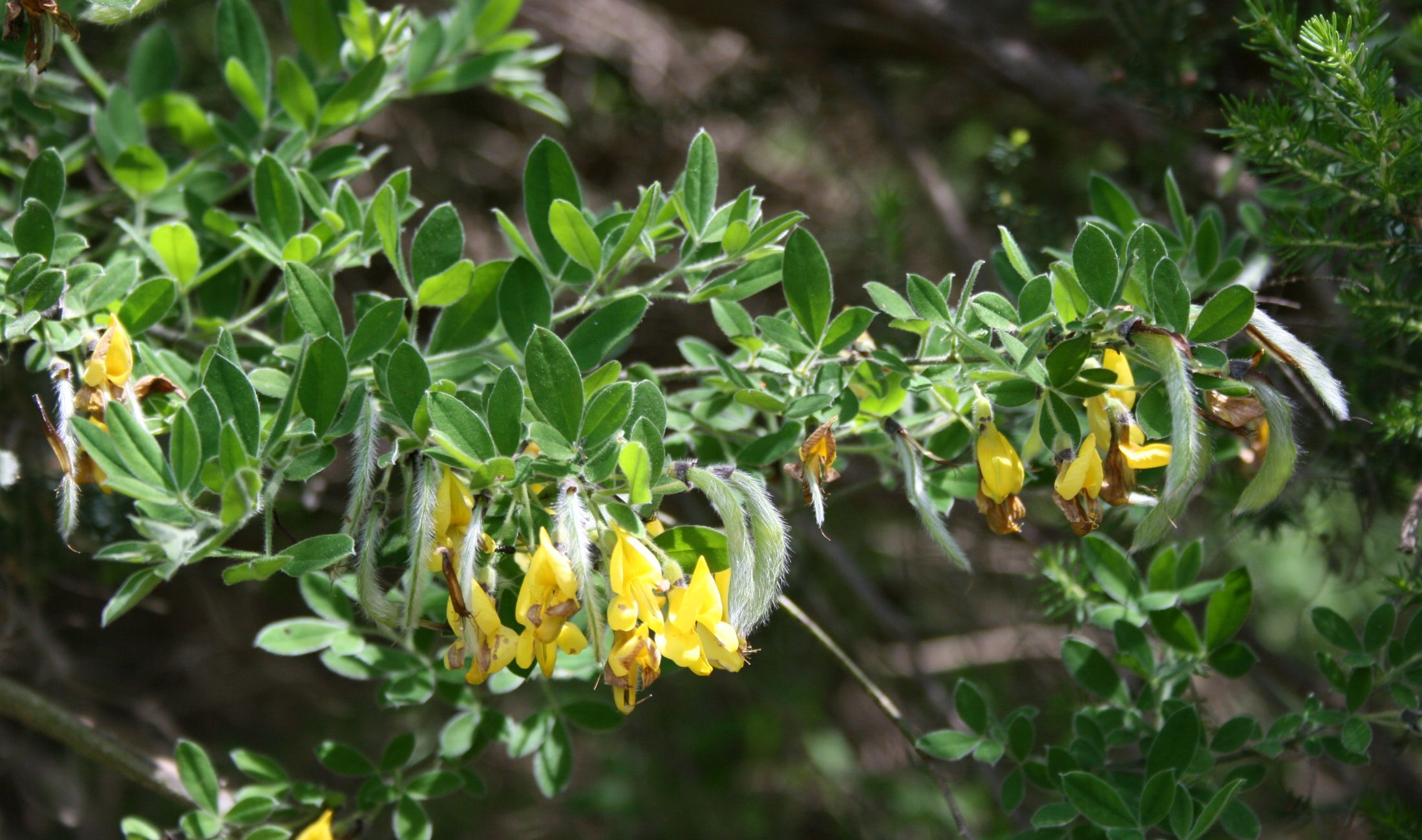
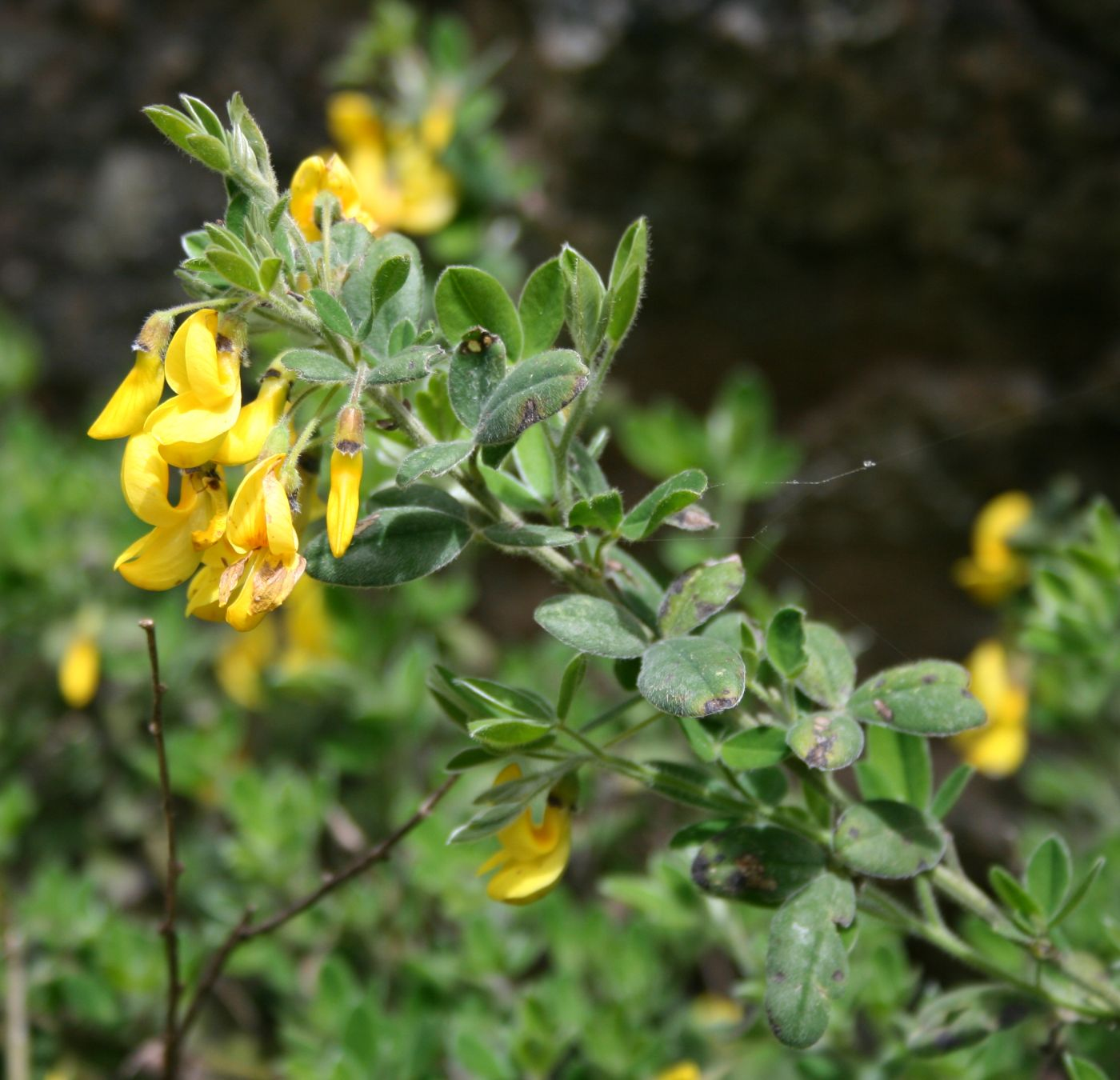

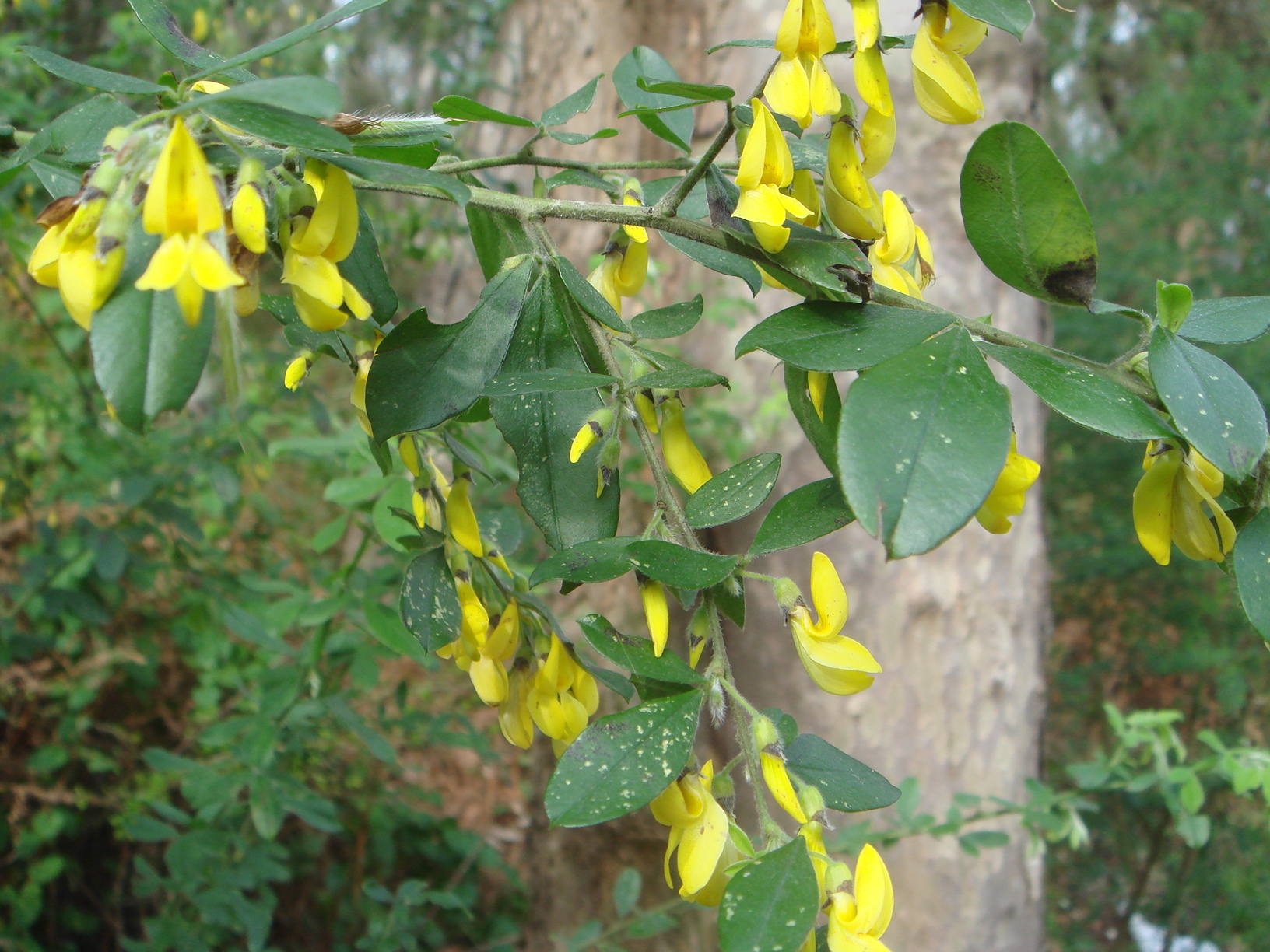
Cytisus villosus Ceuta
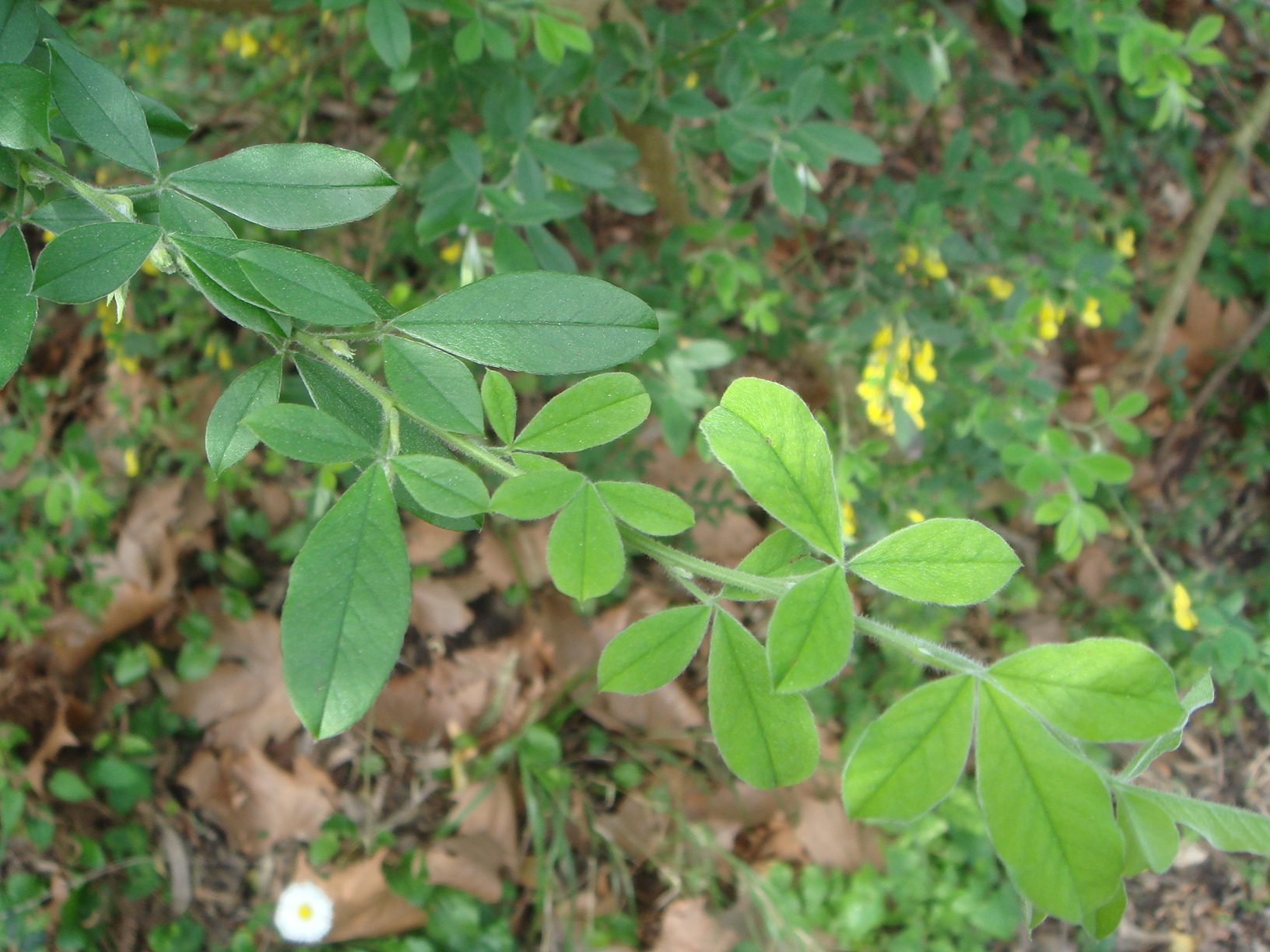
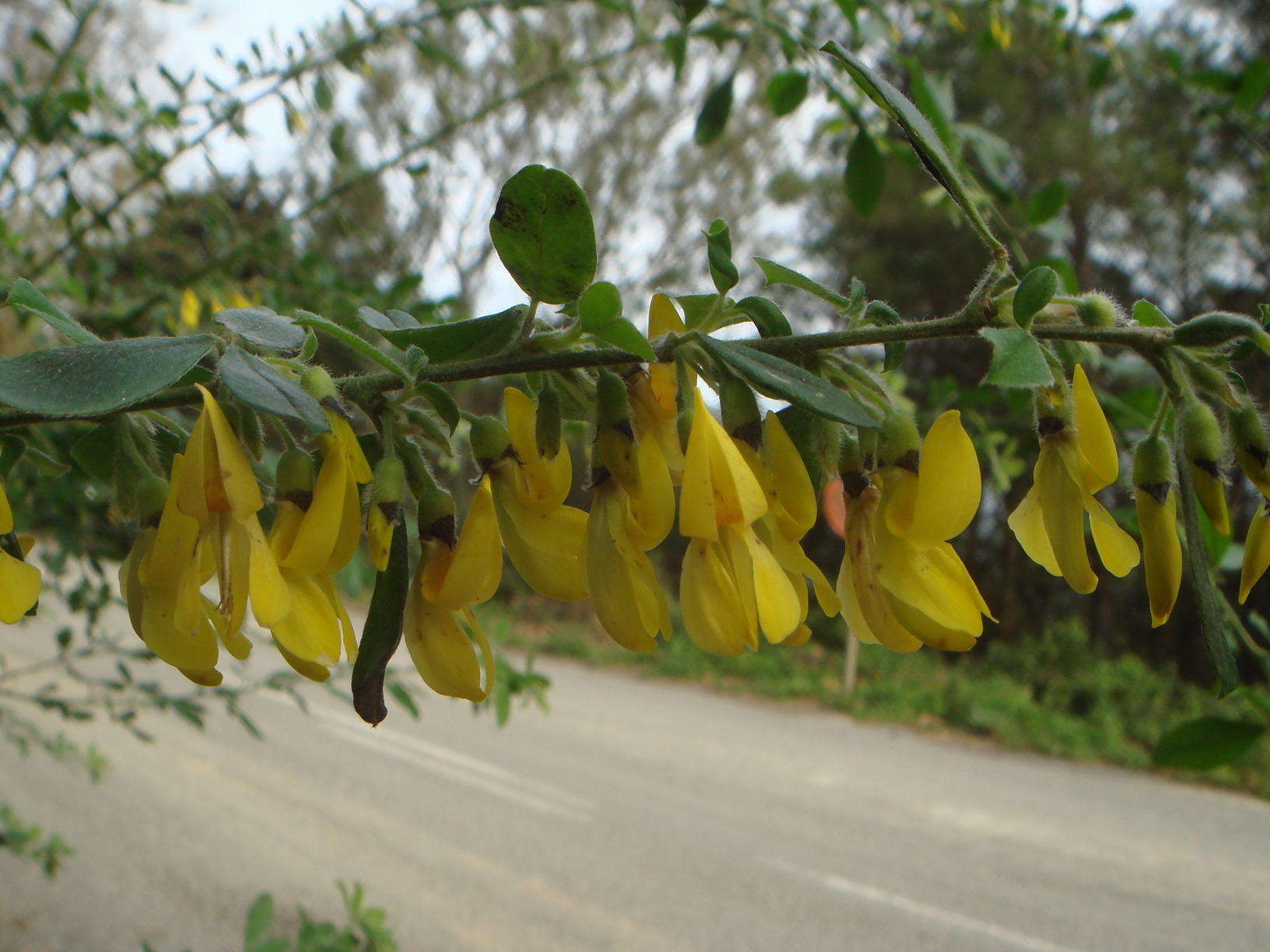